# Synagogue Beth-El de Pensacola
Pour les articles homonymes, voir Synagogue Beth-El.

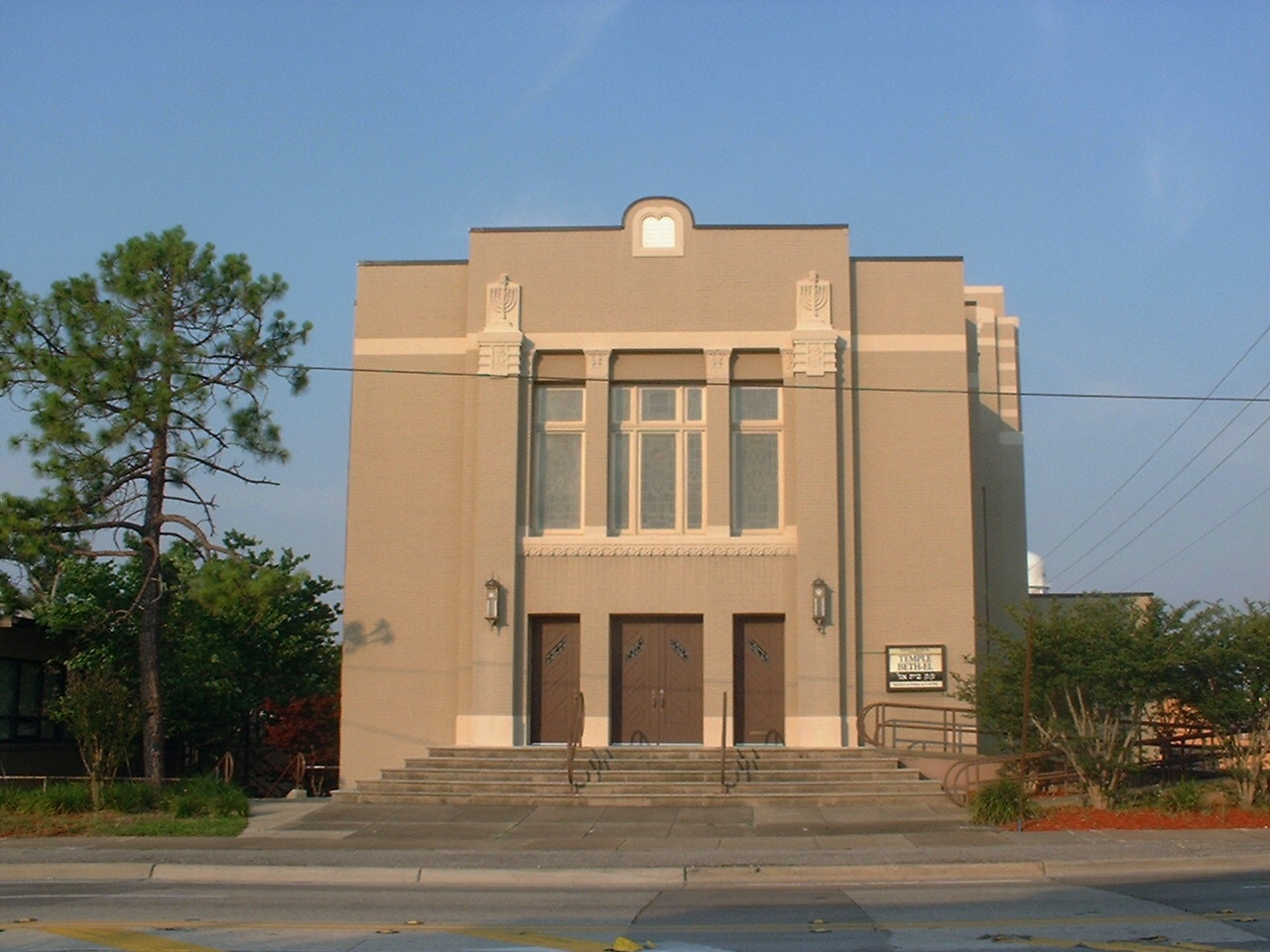
La synagogue Beth-El à Pensacola, Floride

La synagogue "Beth-El" (ק.ק. בית אל), située dans le centre-ville de Pensacola, en Floride, est la plus vieille synagogue de Floride. Elle appartient à l'Union du Judaïsme Réformé depuis sa fondation.
Le rabbin actuel est Leonard Zukrow.

## Historique
Les premiers juifs qui ont émigré vers le nord-ouest de la Floride se sont initialement arrêtés à Milton, environ 30 kilomètres à l'est de Pensacola, car Milton était un centre national de production et de distribution de bois de charpente pour le Sud des États-Unis. Spécialisés dans la production de bois de construction, ils sont majoritairement originaires des régions fortement boisées du sud de l'Allemagne.
Pressentant de nouvelles opportunités de débouchés plus à l'ouest, une communauté s'installe à Pensacola et construit une synagogue réformée en 1876. De nombreux travailleurs juifs de Milton se sont aussi installés dans le comté d'Okaloosa en Floride pour fonder une plus petite communauté juive, quand le travail du bois de charpente s'est tari. La plupart des membres de la première communauté de Beth-El sont des hommes d'affaires ou des propriétaires de tavernes.
La synagogue Beth-El actuelle est la troisième construction au même endroit, au 800 North Palafox Street. Le bâtiment, conçu vers les années 1930, est un exemple d'architecture Art déco, typique à cette époque en Floride.
Actuellement, la majorité des membres de la communauté sont des descendants des hommes qui ont fondé la communauté il y a maintenant 125 ans. Des immigrants d'Europe de l'Est, d'Israël et du Caucase se sont aussi installés à Pensacola et font aujourd'hui partie intégrante de la communauté. Une des particularités de la synagogue de Beth-El est le nombre important de membres provenant d'autres religions et qui se sont convertis au judaïsme.
De 1962 à 1963, Paula Ackerman, née à Pensacola et qui a été la première femme à occuper des fonctions rabbiniques aux États-Unis, a servi à la synagogue Beth-El.